# Andreu Mayayo
Andreu Mayayo i Artal (Samper de Calanda, Teruel, 10 de mayo de 1959) es un catedrático de Historia Contemporánea y Mundo Actual de la Universidad de Barcelona y director del Centre d'Estudis Històrics Internacionals-Pavelló de la República. Es director de Segle XX. Segle XX. Revista catalana d'història y forma parte de los consejos de redacción de las revistas l'Avenç, Sàpiens y El Contemporani. Es miembro de la Junta de Gobierno del Memorial Democrático de la Generalidad de Cataluña y colabora habitualmente en las tertulias de RAC1, el Debate de la 1 de TVE, RNE-Ràdio 4, Catalunya Ràdio y BTV.
Como historiador, sus líneas de investigación se han centrado mayormente en la historia local, el mundo rural, los movimientos sociales y la transición política española.
Políticamente, ha ocupado diversos cargos dentro de los partidos PSUC, ICV y EV, y ha sido alcalde de Montblanch (Tarragona) en dos ocasiones, en los períodos 1991-1993 y 1995-1999. El año 1998 tuvo un enfrentamiento con la justicia al ser sido acusado de prevaricación.

## Publicaciones principales[6]
- La Conca de Barberà 1890-1939: de la crisi agrària a la guerra civil (Centre d'Estudis de la Conca de Barberà, 1986) (en catalán)
- De pagesos a ciutadans. Cent anys de sindicalisme i cooperativisme agraris a Catalunya (1893-1994) (Afers, 1995) (en catalán)
- La ruptura catalana. Les eleccions del 15 de juny de 1977 (Afers, 2002) (en catalán)
- Recuperació de la memòria històrica o reparació moral de les víctimes? (L'Avenç, n.º 314, 2006) (en catalán)
- La veu del PSUC. Josep Solè Barberà (1913-1988) (L'Avenç, 2007(en catalán); en español, 2008)
- Economía franquista y corrupción. Para no economistas y no franquistas, (Flor del Viento, 2010) con Paola Lo Cascio y José Manuel Rúa.
- La dictadura franquista: la institucionalització d'un règim (Universitat de Barcelona, 2012) [editor junto a Teresa Abelló y Antoni Segura]
- "L'error metonímic i l'erroc metafòric", Via: revista del Centre d'estudis Jordi Pujol, núm 22 (2013), pp. 41-52.
- "Die Konterrevolution im Spanischen Bildungswesen", Jahrbuch für Pädagogik, (2013), pp. 191-204.
- Y el mundo cambió de base. Una mirada histórica a la revolución rusa (Yulca, 2017) [editor junto con José Manuel Rúa]

### Otras publicaciones[7]
- Aracil, Rafael; Segura, Antoni; Mayayo i Artal, Andreu (julio de 2003). Memòria de la transició a Espanya i a Catalunya IV : els joves de la transició (en catalán). Universidad de Barcelona. Publicaciones y Ediciones. ISBN 978-84-8338-407-7.
- Mayayo i Artal, Andreu (enero de 1991). Destrucció del món rural català, la : 1880-1980 (en catalán). Universidad de Barcelona. Publicacionds y Ediciones. ISBN 978-84-7875-117-4.
- Mayayo i Artal, Andreu (abril de 1988). Josep Torrents, (1899-1943) : pagès de Bellveí del Penedès: dirigent agrari català (en catalán). El Mèdol. ISBN 978-84-86542-08-5.